# Terre del Reno
Terre del Reno é uma nova comuna italiana da região da Emília-Romanha, província de Ferrara, que foi criada em 1 de janeiro de 2017 da união das comunas de Mirabello e de Sant'Agostino.
Faz fronteira com Bondeno, Cento, Galliera (BO), Pieve di Cento (BO), Poggio Renatico, Vigarano Mainarda
Um referendum popular, ocorrido em 2016 e terminado positivamente começou o iter que deu origem à fusão das comunas.